# Zona de Galicia Trás-os-Montes

Ubicación de la Zona de Galicia-Trás-os-Montes en el contexto geológico de la península ibérica.

La Zona de Galicia-Trás-os-Montes es una de las unidades geológicas en las que se subdivide el Macizo Ibérico. Se encuentra en el noroeste del Macizo Ibérico. Corresponde a un conjunto complejo de láminas alóctonas cabalgantes sobre la Zona Centroibérica, sobre la que se extiende unos 300 km. La composición muestra terrenos de procedencia variada, como fragmentos de corteza oceánica (ofiolitas) y de un arco volcánico.

## Divisiones
La zona está dividida a su vez en dos dominios muy diferentes, que se deben a dos conjuntos cabalgantes superpuestos, independientes en origen. El inferior es el Dominio Esquistoso y el superior el Dominio de Complejos Alóctonos.

## Estratigrafía
Los materiales paleozoicos del dominio inferior, sedimentos siliciclásticos y metavulcanitas, tienen ciertas similitudes con los de la Zona Centroibérica, aunque no son idénticos, por lo que se supone que se formaron en el mismo margen continental de Gondwana que aquellos, pero en posiciones más alejadas del continente. Por el contrario, el dominio de los Complejos Alóctonos está compuesto por el apilamiento e imbricación de materiales muy diferentes entre sí y del resto de zonas del Macizo Ibérico. En este dominio aparecen materiales ofiolíticos de corteza oceánica en varias unidades de los complejos de Órdenes y de Cabo Ortegal y materiales mezclados de procedencia continental y de posibles arcos isla, que en conjunto indican una sutura de cierre oceánico, el océano Rhéico: durante este proceso, los fragmentos de la corteza oceánica y zonas con corteza engrosada (microcontinentes, terrenos, arcos isla, etc.) que no se han podido subducir se van apilando contra el margen (acreción). La procedencia de estos elementos exóticos es incierta, pero podrían provenir de puntos muy alejados.